# سیزیجی

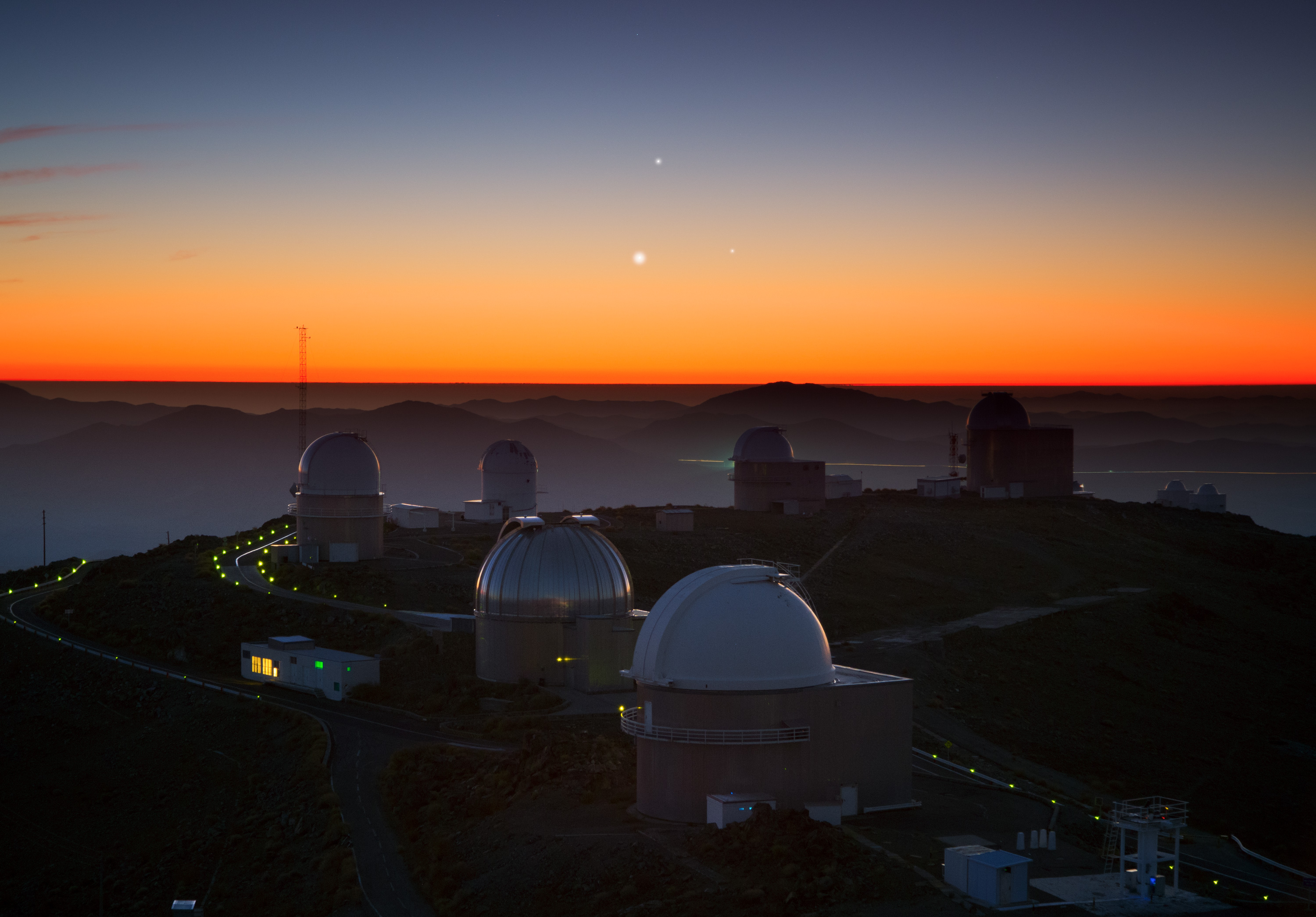
مشتری (بالا)، زهره (پایین سمت چپ)، و عطارد (پایین سمت راست) بالای رصدخانه لاسیلا، در شیلی (۲۶ مه ۲۰۱۳)

در علم اخترشناسی، یک سیزیجی (به انگلیسی: Syzygy) (‎/ˈsɪzɪdʒi/‎ SIZ-ih-jee ; از یونانی باستان  σύζυγος (suzugos) «باهم به زیر یوغ») به خط شدن تقریبی سه یا بیش از سه جرم آسمانی در یک سامانه گرانشی گفته می‌شود.

گذر عطارد از خورشید که توسط مریخ نورد کنجکاوی در مریخ مشاهده شده است (۳ ژوئن ۲۰۱۴).

## بررسی اجمالی
این کلمه اغلب در رابطه با خورشید، زمین یا ماه یا یک سیاره در جایی که دومی در مقارنه یا مقابله باشد مورد استفاده قرار می‌گیرد. گرفتگی خورشید و ماه در زمان سیزیجی رخ می‌دهد، وقتی هر کدام از آن‌ها (خورشید و ماه) درحال گذر و اختفا باشند. این اصطلاح اغلب زمانی به کار می‌رود که خورشید و ماه در (ماه نو) یا در (بدر) باشند.
به‌طور عمومی کلمه سیزیجی اغلب برای توصیف وضعیت یا موقعیت‌های جالب توجه اجرام نجومی استفاده می‌شود. به عنوان مثال، یکی از این موارد در ۲۱ مارس ۱۸۹۴، حوالی ساعت ۲۳:۰۰ به وقت گرینویچ رخ داد، زمانی که عطارد در حالی که از زهره دیده می‌شد از خورشید عبور کرد، و عطارد و زهره همان‌طور که از زحل دیده می‌شدند هر دو به‌طور همزمان از خورشید عبور کردند، همچنین برای توصیف موقعیت‌هایی استفاده می‌شود که همه سیارات در یک سمت خورشید هستند، حتی اگر لزوماً در یک خط مستقیم نباشند، مانند ۱۰ مارس 1982.

## تنوع جزر و مدی
سیزیجی باعث ایجاد پدیدهٔ دوماهه (به معنی هر دو ماه یک بار) جزر و مد اسپرینگ (spring tides) و نیپ (neap tide) می‌شود. در ماه جدید و کامل که خورشید و ماه در حالت سیزیجی قرار دارند نیروی جزر و مدی آنها یک دیگر را تقویت کرده و آب اقیانوس، هم بیشتر از حد متوسط بالا می‌رود و هم کمتر از میانگین پایین می‌آید. برعکس، در ربع اول و سوم، چون خورشید و ماه در زوایای قائم هستند نیروهای جزر و مدی آنها با یکدیگر مقابله می‌کنند و دامنه جزر و مد کوچکتر از میانگین است. تغییرات جزر و مدی را می‌توان در پوسته زمین نیز اندازه‌گیری کرد و این تأثیرات جزر و مدی ممکن است بر بسامد زمین لرزه‌ها تأثیر بگذارد.